# Piper ovatilimbum
Piper ovatilimbum är en pepparväxtart som beskrevs av C. Dc.. Piper ovatilimbum ingår i släktet Piper och familjen pepparväxter. Utöver nominatformen finns också underarten P. o. parvifolium.